# Constitucions catalanes
De Catalaanse gewoonten en gebruiken, of in het Catalaans Constitucions Catalanes, is de verzameling van wetten, rechten, gewoonten en gebruiken en decreten die de Corts Catalanes op voorstel van de Graaf van Barcelona tussen 1283 en 1714 goedkeurde. Ze werden in 1716 door Filips V van Spanje met de Decretos de Nueva Planta afgeschaft en door de Castiliaanse wetten en gebruiken vervangen. In de loop der tijden werden diverse compilaties gepubliceerd waarvan de bekendste in 1493, 1588-1589 en 1702.
Ze bepaalden onder meer de collectieve rechten van de Catalanen, beperkten de arbitraire macht van de koning, garandeerden de onschendbaarheid van de woning, het briefgeheim, habeas corpus, het recht op dienstweigering in niet defensieve oorlogen, het verbod op veroordeling zonder bewijzen enz. Ze waren gebaseerd op het concept van de standenmaatschappij waarbij elke groep zijn eigen rechten, plichten en privileges had.